# باشگاه فوتبال دپورتیوو هردیا
باشگاه دپورتیوو هردیا یک تیم فوتبال اهل گواتمالا است که آخرین بار در لیگ ناسیونال فوتبال گواتمالا بازی کرده است.